# Dichrostachys kirkii
Dichrostachys kirkii là một loài rau đậu thuộc họ Fabaceae.
Loài này có ở Ethiopia và Somalia.